# Taha Diab
Taha Diab (arab طه دياب; ur. 23 lipca 1990 w Aleppo) – syryjski piłkarz, grający na pozycji pomocnika w klubie Al-Herafyeen SC.

## Kariera klubowa
Taha Diab rozpoczął swoją zawodową karierę w 2007 roku w klubie Al-Ittihad Aleppo. Z Al-Ittihad zdobył Puchar AFC w 2010, a w 2011 Puchar Syrii. Następne grał w Al-Shorta (mistrzostwo w 2012), irackim Naft Al-Junoob SC, libańskich Al-Safa' SC i Salam Zgharta, Al-Majd, ponownie Al-Ittihad i indyjskim Realu Kaszmir. W 2018 przeszedł do Al-Herafyeen SC.

## Kariera reprezentacyjna
W reprezentacji Syrii Diab zadebiutował w 2010] W 2011 został powołany na Puchar Azji. W reprezentacji rozegrał 4 spotkania i strzelił 1 gola.